# 难办的年轻人
《难办的年轻人》（英語：A Difficult Young Man，1955）是澳大利亚作家马丁·博伊德的一部长篇小说。 它是作者的“兰顿四部曲”（包括《卡纸皇冠》、《难办的年轻人》、《爱情的奔放》和《百舌鸟歌唱的时候》）中的第二部，并于1957年获得ALS金奖。

## 情节摘要
该书继续讲述兰顿一家的故事，他们是墨尔本的一个英澳家庭，从未真正适应过自己在澳大利亚社会中的地位。与该系列的第一部小说一样，这本书由盖伊·兰顿作为叙事者，讲述的是小儿子多米尼克，他的理想和行为被当时的墨尔本社会认为是既古怪又不可接受的。

## 评价
戈登·斯图尔特指出，作者现在处于巅峰状态。 “很少有作家能够成功地处理这种家庭传奇类型的圣者。澳大利亚作家迈尔斯·富兰克林和亨利·汉德尔·理查森曾经做出过这种努力。现在可以在他们的名字中加上马丁·博伊德，因为他最新作品《难办的年轻人》中表现的敏感吸引力和文学技巧。然后他继续说道：“整部作品的氛围具有一种现实性和真确性，通常只有自传能够令人产生这种感觉。”
多萝西·格林在该书于1965年重新发行后写道：“这本书敏锐而及时地提醒人们，在我们的城市环境中，除了商业成功以外，其他价值观曾经也很重要，这些价值观绝不逊色于 、甚至在某些方面比我们渴望的欧洲文化更优越——我们常将自己的文化与之比较和对比。有明显的迹象表明，在这部相对较晚的小说中，博伊德在划分他的两个世界的围栏上痛苦地坐了这么久之后，已经把他的脚落在它的南边。”